# Syslog
| Familie: | TCP/IP                                                 |                 |                 |                 |                 |
| Einsatzgebiet: | Übermittlung von Log-Meldungen in einem IP-Rechnernetz |                 |                 |                 |                 |
| Ports: | 514/UDP                                                |                 |                 |                 |                 |
| syslog im TCP/IP-Protokollstapel : Anwendung syslog Transport UDP Internet IP ( IPv4 , IPv6 ) Netzzugang Ethernet Token Bus Token Ring FDDI … |                                                        |                 |                 |                 |                 |
| Standards: | RFC 3195 (2001) RFC 5424 (2009) RFC 5426 (2009)        |                 |                 |                 |                 |
| Anwendung | syslog                                                 | syslog          | syslog          | syslog          | syslog          |
| Transport | UDP                                                    | UDP             | UDP             | UDP             | UDP             |
| Internet | IP (IPv4, IPv6)                                        | IP (IPv4, IPv6) | IP (IPv4, IPv6) | IP (IPv4, IPv6) | IP (IPv4, IPv6) |
| Netzzugang | Ethernet                                               | Token Bus       | Token Ring      | FDDI            | …               |

syslog ist ein Standard zur Übermittlung von Log-Meldungen in einem IP-Rechnernetz. Der Begriff „syslog“ wird oft sowohl für das eigentliche syslog-Netzwerkprotokoll als auch für die Anwendung oder Bibliothek benutzt, die syslog-Meldungen sendet oder empfängt. Der Begriff leitet sich von „System Logging Protocol“ ab.
Das syslog-Protokoll ist sehr einfach aufgebaut – der syslog-Client sendet eine kurze Textnachricht (weniger als 1024 Byte) an den syslog-Empfänger, welche aus einem wenige Worte großen Header und der eigentlichen Nachricht besteht. Der Empfänger wird oft als „syslogd“, „syslog daemon“ oder „syslog server“ bezeichnet. Ein syslog-Server kann auch als Relay arbeiten und empfangene Nachrichten an weitere Server übermitteln.
Die Nachrichten können mittels verschiedener Übertragungsprotokolle übermittelt werden. Der Standard schreibt Implementierungen des syslog-Protokolls als zu unterstützendes Übertragungsprotokoll TLS vor. Darüber hinaus sollte laut Standard eine syslog-Implementierung das UDP unterstützen.
Syslog wird typischerweise für Computersystem-Management und Sicherheits-Überwachung benutzt. Wird syslog über ein Netzwerk verwendet, benutzt es eine Client-Server-Architektur, wobei ein Server auf Meldungen von seinen Clients wartet und diese protokolliert. Es besitzt einige Schwachstellen, steht aber auf einer Vielzahl von Geräten zur Verfügung. Damit ermöglicht es die leichte Integration von verschiedensten Log-Quellen in ein zentrales Repository (Gesamtverzeichnis).

## Aufbau einer Syslog-Meldung
Eine syslog-Meldung besteht aus drei Komponenten: Einem Selektor – Priority genannt –, einem Header und dem eigentlichen Inhalt.
Der Priority-Selektor ist eine Ganzzahl, deren Binärrepräsentation sich in zwei Teile zerlegen lässt: dem Facility-Feld und dem Severity-Feld. Damit lassen sich die Syslog-Meldungen entsprechend ihrer Herkunft und ihres Schweregrades klassifizieren. Das die letzten drei Bits der Priority umfassende Severity-Feld enthält einen numerischen Wert zwischen 0 und 7, wobei 0 die kritischste oder dringlichste Stufe ist:
```
0  Emergency
1  Alert
2  Critical
3  Error
4  Warning
5  Notice
6  Informational
7  Debug
```

Das die ersten fünf Bits der Priority umfassende Facility-Feld enthält einen numerischen Wert, der den Dienst oder die Komponente angibt, der die syslog-Nachricht erzeugt hat. Die folgenden Werte sind laut RFC 3164 vordefiniert:
```
 0  kernel messages
 1  user-level messages
 2  mail system
 3  system daemons
 4  security/authorization messages
 5  messages generated internally by syslogd
 6  line printer subsystem
 7  network news subsystem
 8  
UUCP
 subsystem
 9  clock daemon
10  security/authorization messages
11  FTP daemon
12  NTP subsystem
13  log audit
14  log alert
15  clock daemon
16  local0
17  local1
18  local2
19  local3
20  local4
21  local5
22  local6
23  local7
```

In der Syslog-Konfigurationsdatei werden die Namen wie folgt abgekürzt: kern (0), user (1), mail (2), daemon (3), auth (4), syslog (5), lpr (6), news (7), uucp (8), cron (9), authpriv (10), ftp (11).
Für allgemeine syslog-Nachrichten sind die Werte 16 – 23 vorgesehen (local0 bis local7). Es ist aber durchaus zulässig, auch die vordefinierten Werte 0 bis 15 für eigene Zwecke zu verwenden. Mit Hilfe des Priority-Selektors kann leicht nach bestimmten Meldungen gefiltert werden, wie beispielsweise: "Erfasse alle Mailserver-Nachrichten vom Schweregrad error".
Der Header enthält einen Zeitstempel sowie Name oder IP-Adresse des Absenders der syslog-Nachricht. Der Zeitstempel wird vom Empfänger, also dem Syslog-Server, eingefügt. Er enthält das Datum und die lokale Uhrzeit zum Empfangszeitpunkt. Häufig wird zusätzlich Absendedatum und -uhrzeit in der eigentlichen Meldung untergebracht.

### Beispiel einer syslog-Nachricht
```
<165>1 2003-10-11T22:14:15.003Z mymachine.example.com su - ID47 [exampleSDID@32473 iut="3" eventSource="" eventID="1011"] BOMAn application log entry...
```

| Bestandteil     | Wert                                                     | Information |
| --------------- | -------------------------------------------------------- | --- |
| PRI             | 165                                                      | =20×8+5 Ursprung: 20, Schweregrad: 5                                                                                  |
| VERSION         | 1                                                        | Version: 1 |
| TIMESTAMP       | 2003-10-11T22:14:15.003Z                                 | Meldung erstellt am 11. Oktober 2003 um 22:14:15 Uhr und 3 Millisekunden                                              |
| HOSTNAME        | mymachine.example.com                                    | Die Meldung kam vom Host "mymachine.example.com"                                                                      |
| APP-NAME        | su                                                       | App-Name: "su" |
| PROCID          | –                                                        | PROCID: unbekannt |
| MSGID           | ID47                                                     | Meldungs-ID: "47" |
| STRUCTURED-DATA | [exampleSDID@32473 iut="3" eventSource=" eventID="1011"] | Strukturiertes Datenelement mit nicht durch die IANA geregelter SD-ID vom Typ "exampleSDID@32473" mit drei Parametern |
| MSG             | BOMAn application log entry...                           | BOM gibt die UTF-8-Codierung an, die Meldung selbst ist "An application log entry..."                                 |

## Geschichte
Syslog wurde von Eric Allman als Teil des Sendmail-Projektes entwickelt. Ursprünglich (in den frühen 1980er Jahren) wurde es ausschließlich für Sendmail entwickelt und genutzt. Es stellte sich jedoch rasch als nützliches Werkzeug heraus, das dann auch von anderen Anwendungen genutzt wurde. Heute ist syslog der standardmäßige Logging-Mechanismus unter Unix und Linux. Außerdem existieren syslog-Implementierungen unter anderen Betriebssystemen wie Microsoft Windows.
Syslog wurde zunächst nicht standardisiert. Um die Sicherheit des Protokolls zu erhöhen, bildete die Internet Engineering Task Force eine Arbeitsgruppe. 2001 wurde der erreichte Zustand in RFC 3164 dokumentiert. Seitdem wird an neuen Erweiterungen gearbeitet.

## Ausblick
Es bestehen neue Anwendungsgebiete und steigendes Interesse an syslog. Vor kurzem wurde syslog standardisiert bzw. empfohlen für eine Anzahl von Auditierungs-Anwendungen, z. B. das "health care environment" (IHE) in den USA. Die Standardisierungsbestrebungen dauern im Rahmen der IETF noch an.

## Schwachstellen
Das syslog-Protokoll besitzt einige Schwachstellen:
- Verwendet Severity und Facility uneinheitlich
- Manche Implementierungen nennen die ursprüngliche Quelle nicht (beim Weiterleiten einer Meldung über mehrere Loghosts)

Diese Schwachstellen waren der Auslöser für die zuvor beschriebenen Standardisierungsbestrebungen. Außerdem existieren in der Praxis viele Implementierungen, die diese Schwachstellen ganz oder teilweise beheben. Solche Implementierungen sind für alle gängigen Betriebssysteme zu finden. Die Lösungen verschiedener Hersteller sind jedoch nur bedingt untereinander kompatibel. Eine sehr verbreitete Implementierung ist syslog-ng, deren Erweiterungen des Syslog-Protokolls mittlerweile als Industriestandard angesehen werden können.

## RFCs
- RFC: <a href='https://datatracker.ietf.org/doc/html/rfc3164' class='extiw' title='rfc:3164'>3164</a> – The BSD syslog Protocol. 2001 (aktualisiert durch <a href='https://datatracker.ietf.org/doc/html/rfc5424' class='extiw' title='rfc:5424'>RFC 5424</a>, englisch).
- RFC: <a href='https://datatracker.ietf.org/doc/html/rfc3195' class='extiw' title='rfc:3195'>3195</a> – Reliable Delivery for syslog. 2001 (englisch).
- RFC: <a href='https://datatracker.ietf.org/doc/html/rfc5424' class='extiw' title='rfc:5424'>5424</a> – The syslog Protocol. 2009 (englisch).
- RFC: <a href='https://datatracker.ietf.org/doc/html/rfc5425' class='extiw' title='rfc:5425'>5425</a> – Transport Layer Security (TLS) Transport Mapping for syslog. 2009 (englisch).
- RFC: <a href='https://datatracker.ietf.org/doc/html/rfc5426' class='extiw' title='rfc:5426'>5426</a> – Transmission of syslog Messages over UDP. 2009 (englisch).